# Migrations irlandaises aux États-Unis
 (août 2019).
Si vous disposez d'ouvrages ou d'articles de référence ou si vous connaissez des sites web de qualité traitant du thème abordé ici, merci de compléter l'article en donnant les références utiles à sa vérifiabilité et en les liant à la section « Notes et références ».
Les migrations irlandaises aux États-Unis se sont intensifiées de manière drastique au cours du XIXe siècle. L'Europe connait alors une explosion démographique grâce aux progrès de la médecine et à une meilleure prise en compte de l'hygiène. Les avancées agricoles favorisent la production de masse et éliminent ainsi la famine. Cette croissance inédite de la population va entraîner de nombreux flux migratoires qui vont modifier la répartition de la population mondiale. Les grandes nations européennes encouragent par tous les moyens leurs populations à émigrer et peupler ainsi des régions du monde presque inhabitées. Les États-Unis seront les premiers touchés par cette immigration massive avec soixante millions de migrants européens au cours de ce siècle, parmi ceux-ci, nombreux sont ceux qui viendront d'Irlande.
Selon le dictionnaire Larousse, une migration est le « déplacement volontaire d'individus ou de populations d'un pays dans un autre ou d'une région dans une autre, pour des raisons économiques, politiques ou culturelles ».

## La situation de l'Irlande auXIXesiècle
Au XIXe siècle, l'Irlande, avec ses huit millions d'habitants, est l'un des pays les plus peuplés d'Europe, compte tenu de sa superficie. On dénombre en effet 85 habitants au kilomètre carré. Cette forte densité de population, pour l'époque, rend l'accès au travail plus difficile et favorise ainsi les risques de famine. Le taux de chômage important pousse les irlandais à émigrer afin de trouver du travail et de pouvoir ainsi se nourrir. De plus l'Irlande fait partie depuis peu du Royaume-Uni, dont le siège est à Londres en Angleterre, pays protestant. Les irlandais sont majoritairement des fermiers catholiques et travaillent la terre des landlords anglais qui les méprisent et les exploitent. De nombreux conflits rongent l'Irlande notamment sur la question religieuse. Une organisation secrète de fermiers irlandais catholiques appelée « les Féniens », créée en 1858, tente de se révolter en incendiant les propriétés des anglais. Ainsi de nombreux Irlandais face à ce début de guerre civile fuient afin d'éviter les persécutions.
Mais la cause principale de l'émigration sera la grande famine en 1845 due à la maladie de la pomme de terre. Les champs sont parasités par un champignon, le mildiou qui rend le tubercule inconsommable. Ce légume est alors la denrée principale cultivée dans les champs irlandais. La production de pomme de terre chute de plus d'un tiers et c'est la plus grande pénurie alimentaire jamais connue en Irlande. Les propriétaires profitent de cette situation pour expulser de leurs terres des milliers de familles désormais incapables de payer leurs fermage. Entre 500 000 et un million d'Irlandais mourront à la suite de ce tragique événement. Pour échapper à la famine et au chômage les Irlandais chercheront à partir vers le « nouveau monde ».

## Choix des États-Unis
La motivation d'une migration massive vers le « Nouveau Monde » repose sur plusieurs facteurs. Le mythe de la ruée vers l'or fait miroiter une prospérité future, et l'American Dream consolide l'espoir d'une vie meilleure et d'un nouveau départ. Par ailleurs, la langue couramment parlée aux États-Unis est l'anglais, cette langue qui n'est pas étrangère aux Irlandais, leur permettra d'assurer une bonne intégration. L'éloignement de l'Irlande et des États-Unis n'est pas un frein car à la suite de la révolution industrielle, l'amélioration des transports et la réduction du coût des voyages ont rendu le continent américain plus accessible. Enfin de multiples promesses comme celle de l'obtention par les immigrants de grandes parcelles de terres fertiles en cadeau de bienvenue, alimentent le désir des irlandais qui sont, dans leur majorité, des agriculteurs.

## Évolution de ces migrations
Selon le document du département de la sécurité intérieure des États-Unis intitulé « L’immigration des irlandais aux États-Unis au XIXe »,  on remarque que de 1821 à 1850 les immigrants irlandais représentent à eux seuls presque la moitié des immigrants européens aux États-Unis : De 1821 à 1830 les Irlandais représentent 51 % des européens immigrants aux États-Unis, de 1831 à 1840 ils en représentent 42 % et de 1841 à 1850 remontent à 49 %. De 1851 à 1860 le nombre d'immigrés irlandais est proche du million, en effet on recense 914 119 Irlandais immigrants aux États-Unis. Malgré ce pic les Irlandais ne représentent cette fois-ci que 37 % des immigrants européens. En effet une vague d'immigration européenne a atteint les États-Unis. On dénombre 2 452 577 Européens arrivant sur le sol américain. Une augmentation considérable par rapport au chiffre enregistré durant la période des neuf années précédentes qui s'élevait à 1 597 442 immigrants. Par la suite le pourcentage d'Irlandais immigrants par rapport au total d'immigrants européens ne cessera de décroître : 21 % de 1861-1870 ; 19 % de 1871-1880 ; 13 % de 1881-1890 ; 10 % de 1891-1900 et enfin, achevant ce siècle de migration irlandaise, 4 % entre 1901-1910, là où la population européenne immigrante aux États-Unis a explosé en atteignant le nombre de 8 056 040 immigrants.

## Difficultés rencontrées
Le voyage de l'Irlande aux États-Unis est loin d'être chose aisée, les conditions de voyages sont toujours précaires et très éprouvantes. Des milliers d'entre-eux sont entassés dans de gigantesques cargos, et le voyage est long. Les navires font souvent face à des conditions climatiques défavorables (tempête, brouillard...). De plus les normes d'hygiènes ne sont pas respectées ; de terribles épidémies emportent avec elles des milliers d'Irlandais qui ne poseront jamais le pied sur la terre américaine.
Une fois arrivés à destination,  après un contrôle à Ellis Island, les Irlandais doivent affronter une opinion publique qui leur est défavorable. Certains Américains, guidés par le courant nativiste, sont hostiles à leur intégration et critique leur religion catholique. De plus, les Irlandais doivent faire face à un cadre de vie précaire, souvent misérable. Ils seront concentrés dans des quartiers communautaires exempt d'hygiène, constitués de taudis et dépourvus d'égouts, tel que Five Points dans une banlieue sud de New York. Charles Dickens lui même dira qu’il y'avait « des immeubles hideux où le vol et le meurtre sont monnaie courante ; tout ce qui est odieux, désolant, pourri y est présent. »
Enfin, les salaires et revenus, bien que meilleurs qu'en Irlande, sont assez faibles à New York, où les Irlandais sont confrontés à une concurrence importante car ils ne sont pas les seuls migrants arrivés sur le marché de l'emploi. Certains d'entre eux, en quête de conditions meilleures, partent alors pour l'Ouest du pays.

## Une intégration progressive
Il fut certes plus facile de s'intégrer pour les immigrants irlandais que pour ceux d'autres régions d'Europe. En effet, les Irlandais n'ont pas été victimes du racisme (contrairement aux Asiatiques et aux Afro-Américains). Ceux-ci n'étaient pas confrontés à la barrière de la langue. Cette même appartenance linguistique a permis de réaliser un réel melting-pot. Ils investirent de nombreux postes clés permettant participant ainsi à leur intégration (policiers, juges, fonctions politiques...). Ainsi à la suite de la participation massive des Irlandais à la vie politique, de grandes villes du Nord-Est telles que New York ou Boston furent dirigées par des migrants irlandais.

### Filmographie
- L'émigration irlandaise au XIXe siècle : une explication - YouTube, 2018, 3 min 26 s [vidéo].
- (en) The Great Famine and the coffin ships - Lisa Mullen -YouTube, 2011, 3 min 40 s [vidéo].
- Capsule d'histoire 2de 4 L’émigration des Européens au XIXème siècle- YouTube, 2014, 9 min 44 s [vidéo].